# Hans Vanwijn
Hans Vanwijn (Heusden-Zolder, 15 februari 1995) is een Belgisch basketballer.

## Carrière
Vanwijn speelde bij Cuva Houthalen, Leuven Bears, Limburg United en de Antwerp Giants. Bij Limburg United werd hij belofte van het jaar in 2016. Met de Antwerp Giants won hij tweemaal de beker van België en werd in zowel 2019 als 2020 uitgeroepen tot speler van het jaar. Hij sloot zich aan het eind van het seizoen aan bij de Franse club JDA Dijon Basket. In zijn eerste seizoen bij Dijon werd hij tweede in het landskampioenschap achter LDLC ASVEL, dat landgenoot Ismael Bako in de ploeg had. Hij won zijn tweede bronzen medaille in de Basketball Champions League in 2020, eerder won hij er al een in 2019 met Antwerp.
Hij verliet in 2021 de Franse ploeg en tekende bij de Spaanse ploeg Basket Zaragoza. Na één seizoen verruilde Vanwijn opnieuw de Spaanse voor de Franse competitie. Hij tekende voor één seizoen bij Nanterre 92 waar hij door veel blessureleed amper speelde. Voor het seizoen 2023/24 tekende hij een contract bij reeksgenoot BCM Gravelines-Dunkerque. Begin november 2023 verliet hij de club om persoonlijke redenen. Hij tekende begin december bij Hapoel Holon BC uit Israël.
Hij keerde begin september 2024 terug naar de Belgische competitie en tekende bij Kangoeroes Mechelen een interim-contract van twee weken. Dit om op conditie te blijven, hierna tekende hij opnieuw in Israël ditmaal bij Hapoel Gilboa Galil. Eind november 2024 tekende hij een contract bij de Turkse eersteklasser Merkezefendi Belediyesi. Hij verlengde er aan het einde van het seizoen zijn contract voor het seizoen 2025/26.

### Nationale ploeg
Hij maakte in 2017 op 22-jarige leeftijd zijn debuut bij de nationale ploeg.

## Privéleven
Hans is de neef van wielrenner Tim Wellens.

## Erelijst
- Belgische basketbalbeker: 2019, 2020
- Belgisch belofte van het jaar: 2016
- Belgisch speler van het jaar: 2020